# Хасан Ибрахим ан-Наккаш
Хасан Ибрахим аль-Наккаш (5 октября 1925, Кербела — 14 января 1986, Душанбе) — советский востоковед, переводчик, поэт. Кандидат наук. Сотрудник Академии наук Таджикской ССР.

## Биография
Родился 5 октября 1925 года в городе Кербела, Ирак.
После завершения учёбы в медресе поступил на факультет языка и литературы университета «Дор ул-улум» в Багдаде, который успешно закончил в 1945 году.
Молодые годы Хасана аль-Наккаш пришлись на время правления в Ираке британских оккупантов (начало оккупации — апрель 1941 г.). В ходе Второй мировой войны лидеры умеренных и либеральных политических движений, активную часть, которой составляла прогрессивная молодёжь, стали играть значительную роль в жизни Ирака. Вступление в войну США и СССР и их поддержка демократических движений в мире привели к усилению влияния демократов в Ираке, одним из активистов которых был Хасан аль-Наккаш.
За активную политическую антиправительственную деятельность, в 1945 году Хасан аль-Наккаш был арестован и до 1947 года находился в заключении в тюрьмах Багдада и Мосула. После заключения, организовав со своими единомышленниками в Багдаде антиправительственную демонстрацию, он вновь был заключен под арест. В 1948 году, при помощи коммунистов, Хасан аль-Наккаш совершает побег из заключения, укрывается и живёт под защитой иранской партии «Туде» (НПИ) до 1950 года.
В декабре 1950 года организации НПИ, находившейся с 1949 года в подполье (после покушения на шаха Ирана 4 февраля 1949 г.), удалось освободить ряд лидеров партии, находившихся в заключении с момента запрета НПИ, а также переправить многих своих активистов за границу, в числе стран которых был и Советский Союз, в качестве политэмигрантов. В 1950 году, через Туркменскую границу, Хасана аль-Наккаш переправляют в СССР. Из всех предложенных республик Союза для проживания, он выбирает Таджикистан, языком общения которого (дари) он владел в совершенстве.
За несколько лет проживания в Таджикистане, по инициативе Хасана аль-Наккаш, в Душанбинском педагогическом институте имени Т. Г. Шевченко (ныне Таджикский государственный педагогический университет имени С. Айни) и в средних общеобразовательных школах № 7 и № 10 города Душанбе внедряется дисциплина «арабский язык». В 1958 году был создан Таджикский государственный университет им. В. И. Ленина (сейчас — Таджикский национальный университет), где аль-Наккаш работал в отделении арабского языка и литературы
Параллельно со своей основной преподавательской деятельностью, Хасан аль-Наккаш занимался научной работой, писал стихи и до того времени не переведенные стихи персидских и персоязычных поэтов, переводил на арабский язык. В результате научных исследований, проведенных им в области истории и литературы, в 1966 году он защищает кандидатскую диссертацию на тему: «Литература XIX века Ирака» в г. Москве, где подружился с академиком АН СССР Бободжоном Гафуровым.
Хасану аль-Наккаш принадлежит авторство многих научных статей, посвященных: творчеству и философскому мировоззрению арабских поэтов, как: Абу-ль-Аля аль-Маарри, Мааруфу ар Русафи, Джамилю Сидки Аз-Захави, значению творчества таджикского поэта Рудаки.
С 1976 года Хасан аль-Наккаш работал в Академии наук Таджикской ССР (ныне Академия наук Республики Таджикистан), в отделе философии. В это время он принимает участие в переводе и издательстве 10 томника сочинений (трудов) Ибн Сины. Хасан аль-Наккаш перевел собрание сочинений Ибн Сины, написанные им на арабском языке, на таджикский язык. В 1989 году, спустя три года после его смерти, была издана его книга «Династия Буидов» («Сулолаи Бувайхиен» издательство «Ирфон»).
В 1982 году, в Академию наук Таджикистана поступает официальный заказ из Кувейта на полный перевод книги Ибн Сины «Донишномаи Алои», с древнеперсидского на арабский язык. Эту работу поручают Хасану аль-Наккаш. До 1982 года эта книга была полностью переведена лишь на французский язык. Существует попытка вольного перевода книги на арабский (в XI веке — Абу Хамида аль-Газали). Работа была выполнена и отослана в Кувейт в 1985 году. Однако, по непонятным причинам, до сих пор эта книга так и не появилась.
14 января 1986 года Хасан Ибрахим аль-Наккаш скоропостижно скончался в Душанбе.

## Личная жизнь
В 1955 году женился на Бибарсовой Раисе Исмаиловне — педагог, специалист по профессиональной переподготовки педагогов начальных классов образовательных учреждений и методики начального образования, заслуженный учитель Республики Таджикистан.
В семье родилось двое детей: дочь — Наккаш Адиба Хасановна 1957 г.р. (востоковед-арабист, специалист исламовед) и сын — Наккаш Зухайр Хасанович 1958 г.р. (инженер гражданской авиации).

## Публикации

### Книги
- Абуали ибни Сино. Осори мунтахаб. Том 1, 2, 3. 1980 г.
- «Сулолаи Бувайхиён», Ирфон, 1989 г.
- «Донишномаи алои» — Абуали ибни Сино. Перевод с персидского на арабский. (Кувейт, 1985 г.)

### Научные статьи
- «Предшественники поэтического возрождения в Ираке». (Известия Академии наук Таджикской ССР № 3(45), Душанбе, 1966 г.
- «Назаре ба адабиети муосири Ирок» — («Маориф ва Маданият», 26 июня 1966 г.)
- «Алифбо ва таълими он» — («Маориф ва Маданият», 25 июня 1968 г.)
- «Фарханги руимизи». Такриз ба чопи фарханги забони точики («Маориф ва Маданият», 1 октября 1970 г.)
- «Ишқ чист?» («Маориф ва Маданият», 13,15,18 и 20 сентября 1973 г.)
- «Мирзо Турсунзода дар Багдод». — («Газетаи муаллимон», 6 апреля 1983 г.)
- «Аслу нажоди Шайхурраис» — Ибни Сино («Газетаи муаллимон», 26 апреля 1983 г.)

### Опубликованные стихи
- «Ба Устод» Марсия бар вафоти М.Турсунзода («Газетаи муаллимон», 7 февраля 1981 г.)
- «Андар дили ман хазор хуршед битофт» — перевод с арабского (Ашъори Сино / Поэзия Ибн Сины, «Садои шарк» № 8, 1980 г.)
- «Фасли чавони» — стих. («Газетаи муаллимон», 26 апреля 1983 г.)
- «Мизони хакикат» — стих. («Газетаи муаллимон», 26 сентября 1981 г.)
- «Дар ватани шеър» — стих. («Маориф ва Маданият», 22 марта 1969 г.)